# Joaquín Romero Marchent
Joaquín Luis Romero Marchent (Madrid, 26 de agosto de 1921 - ibídem, 17 de agosto de 2012) fue un director de cine y guionista español. Cultivó muchos géneros del cine, aunque fue por sus spaghetti westerns por lo que fue más reconocido, ya que fue un pionero en España dentro de ese subgénero.

## Biografía
Hijo de Joaquín Romero-Marchent Gómez de Avellaneda (1899-1973), director-propietario de la revista especializada Radio Cinema y de la productora Intercontinental Films y escritor; hermano de Rafael Romero Marchent, actor y director; de Carlos Romero Marchent, actor y director de una sola película; y de Ana María Romero Marchent, montadora. Del mismo modo, su esposa Ángela Caballero fue actriz durante cierto tiempo; y su hija menor, Nuria Romero, es ayudante de dirección y script.

### Obra
Tras dejar inconclusos diversos estudios, desde Marina Mercante a Derecho, y ejercer de futbolista durante algunas temporadas, entró en el cine en 1946, como meritorio en la película El crimen de Pepe Conde (1946), producida por su padre y dirigida por José López Rubio. A partir de ese momento fue ascendiendo en el escalafón profesional (auxiliar de dirección, segundo ayudante de dirección, primer ayudante de dirección), a las órdenes sobre todo de Luis Lucía, Francisco Rovira Beleta y José Díaz Morales. A continuación, en 1953, logró debutar como director, mediante el thriller Juzgado permanente (1953), y algo más tarde introdujo el western (bajo la forma del spaghetti western) en el cine español, al relevar al mexicano Fernando Soler como director del díptico El Coyote (1955), según la famosa creación literaria de José Mallorquí.
Desde entonces, su aportación al medio audiovisual comprende tres bloques fundamentales: aportaciones al estilo de comedia agridulce y neorrealista, en los años 1950; regresó al western en los años 1960, estableciendo así los pilares que permitirán la inminente eclosión del spaghetti western; y contribución a una de las series televisivas de mayor éxito en la historia del ente: Curro Jiménez, ya en los años 1970.
Por lo demás, durante los años 1960 y 1970, fue coproductor, mediante su empresa Centauro Films, y coguionista de diversas películas ajenas a su faceta de director, principalmente spaghetti westerns dirigidos por su hermano Rafael. En 1999, apareció como personaje en una novela del historiador cinematográfico Carlos Aguilar, Coproducción.

## Filmografía
- 1953 - Juzgado permanente
- 1954 - Sor Angélica
- 1955 - El Coyote
- 1955 - La justicia del Coyote
- 1957 - El hombre que viajaba despacito
- 1957 - Fulano y Mengano
- 1958 - El hombre del paraguas blanco (L'uomo dall'ombrello bianco)
- 1962 - La venganza del Zorro
- 1962 - Cabalgando hacia la muerte (El Zorro)
- 1963 - Tres hombres buenos (I tre implacabili)
- 1963 - El sabor de la venganza (I tre spietati)
- 1964 - Antes llega la muerte (I sette del Texas)
- 1964 - Aventuras del Oeste (Sette ore di fuoco)
- 1966 - El aventurero de Guaynas (Gringo, getta il fucile)
- 1966 - La muerte cumple condena (Cento mila dollari per Lassiter)
- 1967 - Fedra West (Io non perdono... uccido)
- 1972 - Condenados a vivir (Cut-Throats Nine)
- 1974 - El juego del adulterio
- 1975 - El clan de los Nazarenos (I quattro del clan di cuore di pietra)
- 1976 - Curro Jiménez (Serie de TV)
- 1980 - Despido improcedente
- 1984 - Las fantasías de Cuny

## Premios
Medallas del Círculo de Escritores Cinematográficos
| Año  | Categoría             | Película           | Resultado |
| ---- | --------------------- | ------------------ | --------- |
| 1946 | Mejor labor literaria |                    | Ganador   |
| 1951 | Mejor labor literaria |                    | Ganador   |
| 1953 | Premio Jimeno         | Juzgado permanente | Ganador   |
| 1955 | Mejor labor literaria |                    | Ganador   |